# Городище скіфської доби біля с. Полкова Микитівка

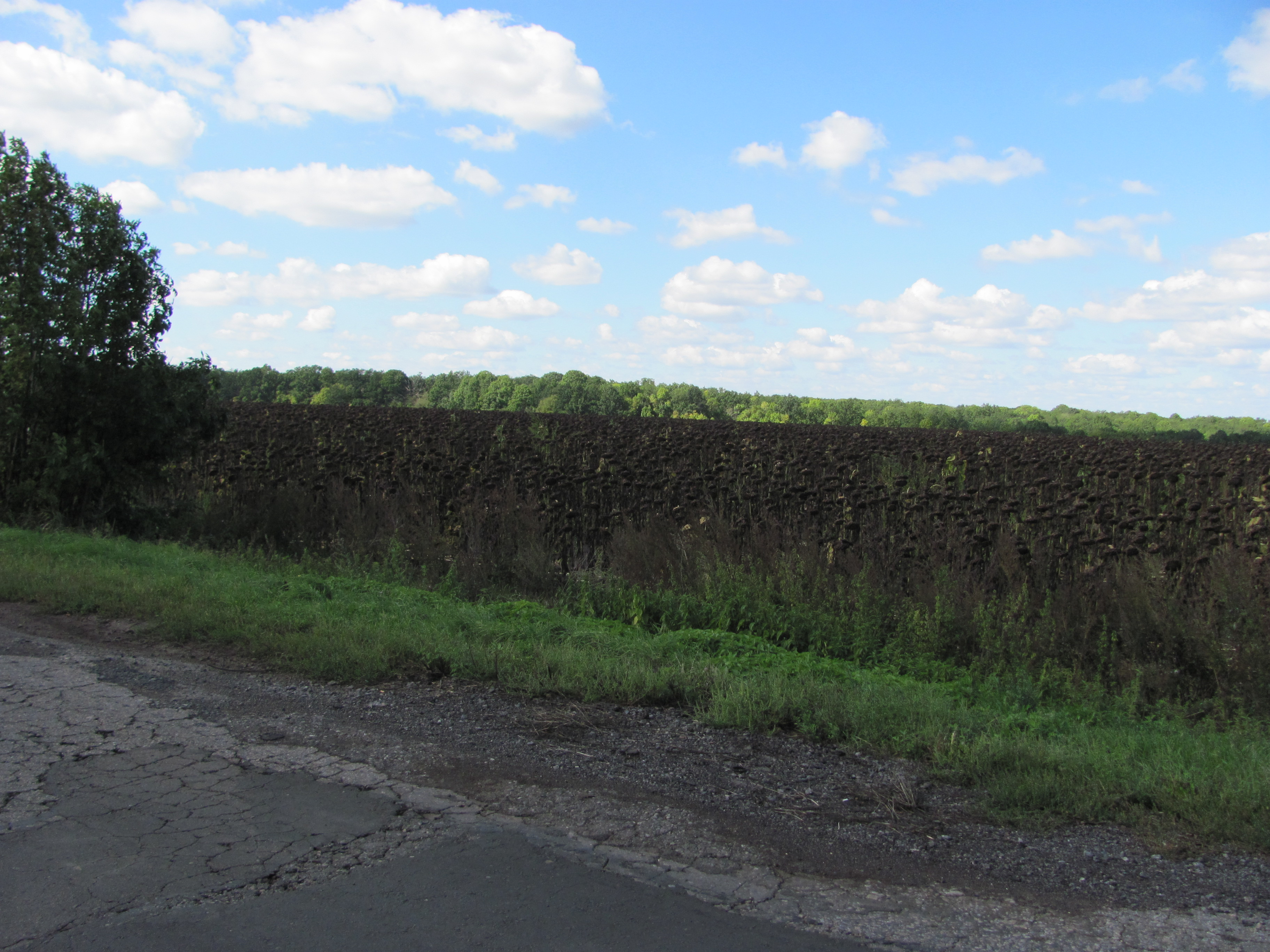
Городище біля с. Полкова Микитівка

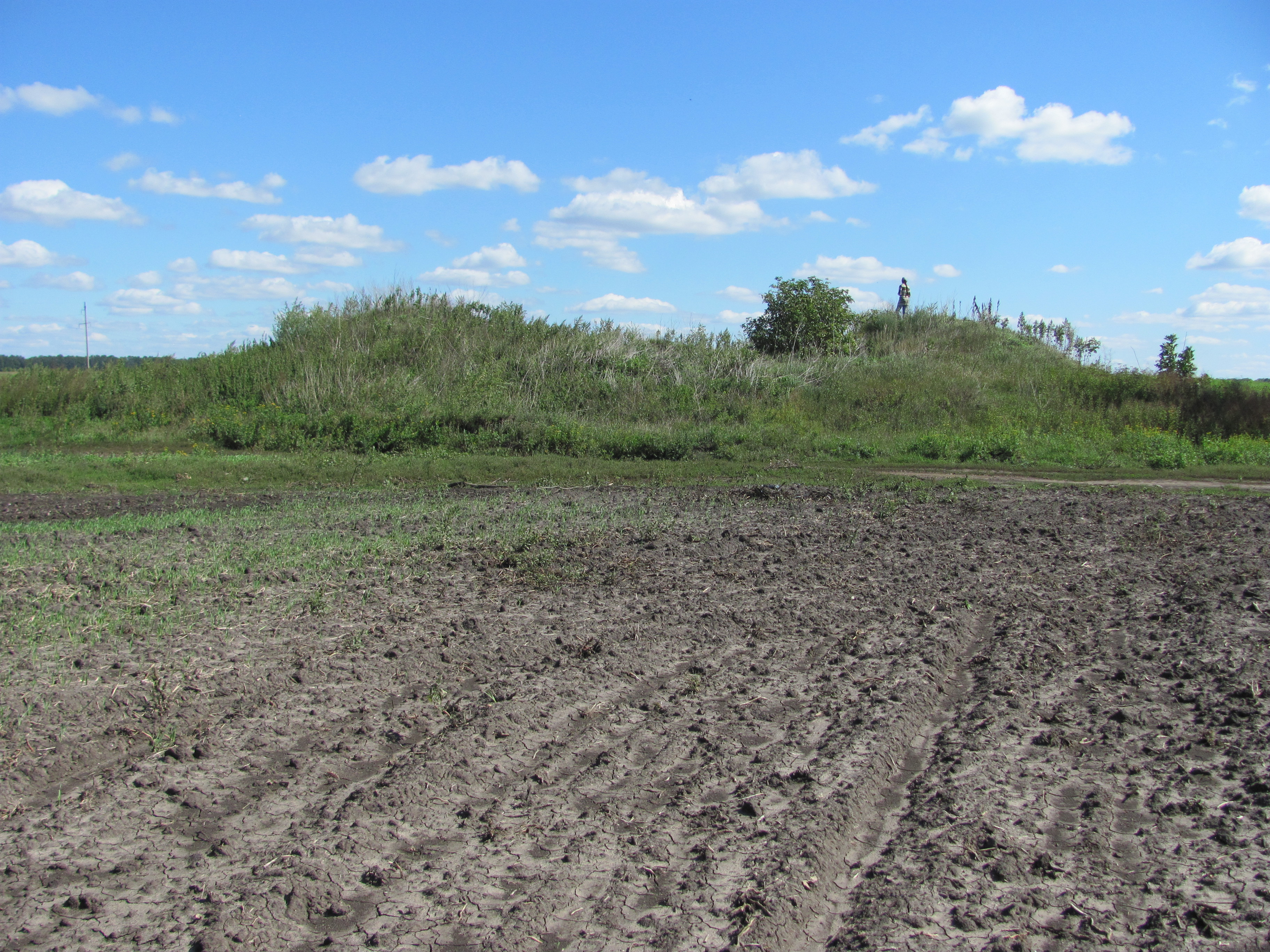
Курганний могильник біля с. Полкова Микитівка

Городище скіфської доби та курганний могильник — пам'ятка археології національного значення, охоронний № 200015-Н, взятий під охорону держави Постановою КМУ № 928 від 03.09.2009.

## Датування
Городище - VI—IV ст. до н. е. Курганний могильник - II—I тис. до н. е.

## Площа
Загальна площа могильника складає ≈105 га. Площа поселення — ≈54 га.

## Розташування
Пам'ятка розташована за 1,5 км на північний захід від західної околиці с. Полкова Микитівка Богодухівського району Харківської області, на плато правого берега р. Мерла у верхів'ях Валкового яру.
Могильник з інгумаційними похованнями розташований на вододілі річок Мерла та Ворскла (ліві притоки Дніпра), у верхів'ях р. Березівка (ліва притока Ворскли). Могильник займає високе плато правого берега р. Мерла, між селами Полкова Микитівка, Куп'єваха та Улянівка.

## Історія дослідження
Вперше пам'ятку згадує на початку ХХ ст і розміщує на своїй карті Дмитро Багалій, згодом про неї у 1930 р. повідомляє О. О. Потапов. Перший опис і зйомку топографічного плану здійснив у 1960 р. Борис Шрамко . У 1969—1975 рр. розкопки городища проводила Лісостепова скіфська експедиція Донецького державного університету на чолі з Аллою Моруженко. В подальшому (1980, 1992, 1993 рр.), розкопки тут було проведено експедицією харківського держуніверситету на чолі з С. І. Берестневим.

## Опис
Городище має округлу в плані форму, єдиний двір оточений з усіх боків ґрунтовим валом та ровом. На його поверхні подекуди помітні зольники. Територію городища перерізає шосе Богодухів-Краснокутськ. На середину 1970-х рр. на поверхні могильника нараховано близько 100 курганних насипів по обидва боки від шосе. На момент топографічної зйомки (1992 р.) їх налічувалося вже 76.
Насичений артефактами ранньої залізної доби культурний шар становить до 120 см. Виявлені археологічні комплекси являють собою переважно господарчі ями. Переважна більшість знахідок — уламки керамічного ліпного посуду лісостепової скіфоїдної культури, серед яких чимала кількість горщиків прикрашена наліпним валиком, який розділений пальцевими або палочними на давленнями. Край вінця здебільшого прикрашений наскрізними проколами, що доповнюються відбитками прута чи пальцевими вдавленнями. Окрім того, виявлені поодинокі залізні знаряддя праці (сокира, стамеска, ножі, шильця); сліди бронзоливарництва (зливки кольорового металу, бронзові прикраси). Кам'яні вироби представлені рештками зернотерок, розтиральників, точильними каменями; керамічні — пряслицями. Кістяні вироби представлені лощилами, вістрями стріл, виробами у звіриному стилі. Зброя представлена бронзовими вістрями стріл. Знайдені імпорті речі: уламки амфор, скляна синя бусина. Знайдені тут і археозоологічні матеріали.
Поховальний інвентар із могильника представлений наступальною зброєю (залізними мечами-акінаками та вістрями списів, бронзовими вістрями стріл) рештками залізного захисного обладунку; гончарною імпортною та місцевою ліпною керамікою; знаряддями праці (ножі, пряслиця, точильний камінь); прикрасами (браслет, шпилька, сережки — з бронзи, скляні та пастові намистини). До престижних речей можна віднести казан та дзеркала (всі з бронзи), кам'яне блюдо-вівтар, залізний черпак для казана.

## Сучасне використання
Використовується за сільськогосподарським призначенням: оранка; невелика площі в південній частині — під лісом. Крізь нього  проходить шосе та (із північно-східного краю) проходить ЛЕП. В центральній та південно-східній частинах через територію могильника проходять ґрунтові польові дороги.